# Gemeine Hainbuche
Die Gemeine Hainbuche (Carpinus betulus), auch Gewöhnliche oder Europäische Hainbuche, Weißbuche, Hagebuche oder Hornbaum genannt, ist eine Pflanzenart aus der Gattung der Hainbuchen (Carpinus) innerhalb der Familie der Birkengewächse (Betulaceae). Sie ist in Europa und Westasien verbreitet.
Trotz ihres deutschsprachigen Namens ist sie nicht näher mit der einzigen in Mitteleuropa vertretenen Buchenart Rotbuche (Fagus sylvatica) verwandt. Diese gehört vielmehr zur Gattung der Buchen (Fagus) innerhalb der Familie der Buchengewächse (Fagaceae).

## Name
Die Namen Hainbuche wie auch Hagebuche leiten sich vom althochdeutschen Haganbuoche ab, wobei hag Einzäunung, Hecke bedeutet und sich auf die Schnittfähigkeit der Pflanze bezieht. Ersterer, jüngerer Name steht ab dem Mittelalter zu Hain kleiner Wald als Wortbildung zu Hag, da Hainbuchen klimatolerant sind und auch auf dem freien Feld gut gedeihen und daher Haine bilden können. Der zweite Namensteil Buche rührt von der äußerlichen Ähnlichkeit mit der Rotbuche (Größe, Form und Nervenmuster der Blätter, glatte Rinde) her; in anderen Merkmalen (Habitus, Früchte) sind Hainbuchen und Buchen jedoch völlig verschieden. 
Von Hagebuche leitet sich auch das Adjektiv hanebüchen ab: Es stand ursprünglich für derb, grob (wegen des harten, zähen Holzes), meint heutzutage aber im übertragenen Sinne unglaublich, empörend, haarsträubend, grotesk, abwegig, absurd und skandalös.
Der Name Weißbuche beruht auf der im Gegensatz zur Rotbuche hellen Holzfarbe der Hainbuche.

## Beschreibung

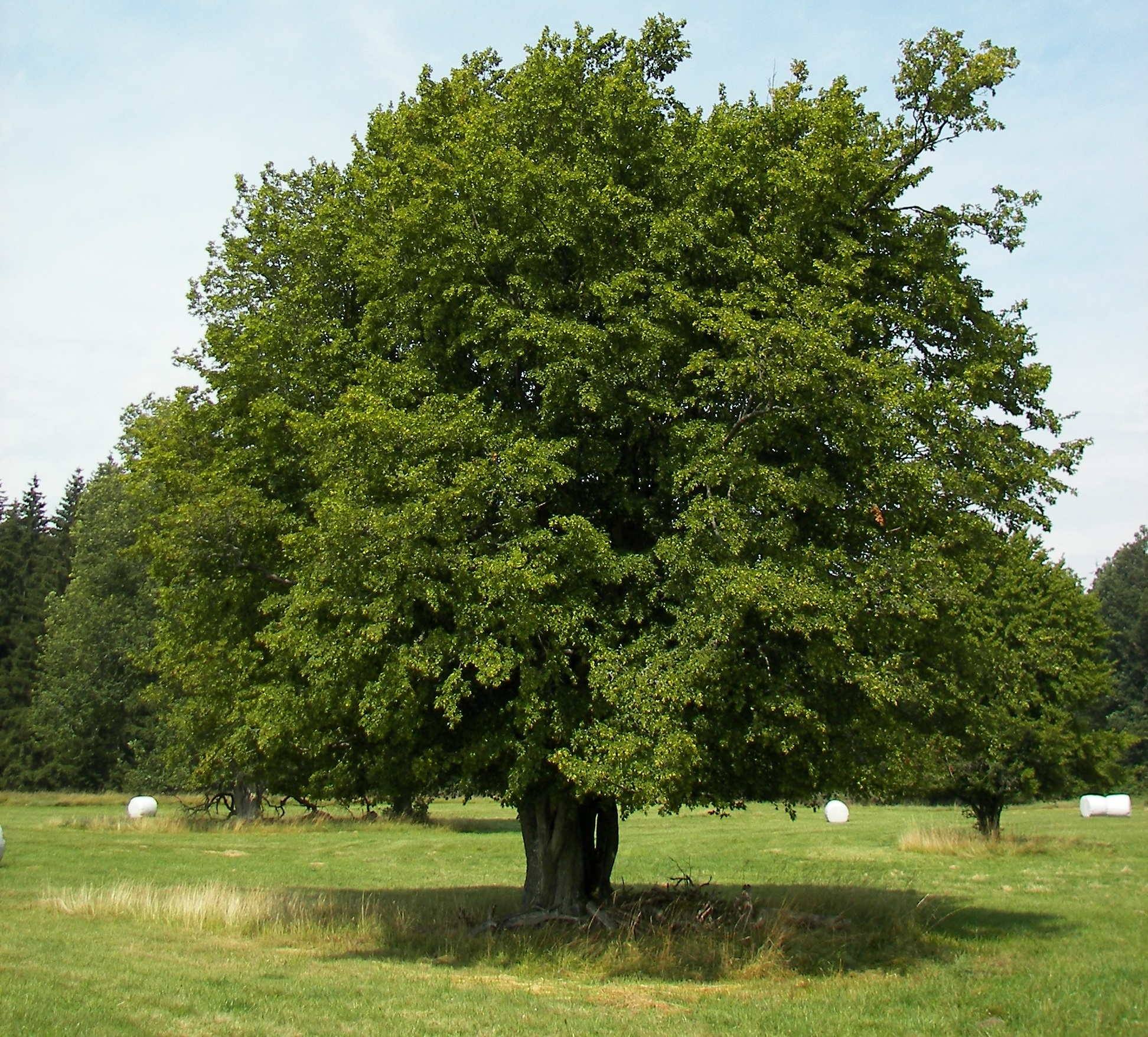
Freistehende Hainbuche im Sommer

### Vegetative Merkmale
Die Hainbuche wächst als sommergrüner, laubabwerfender, mittelgroßer Baum oder Strauch, der Wuchshöhen bis über 25 Meter und Stammdurchmesser bis über 1 Meter, selten bis über 2 Meter erreicht. Im Kaukasus wird der Baum bis zu 35 Meter hoch. Das Höchstalter beträgt etwa 150 Jahre. Die Stämme bilden in geschlossenen Beständen 8 bis 10 Meter, im Extremfall auch bis 18 Meter lange Schäfte. Der Stamm hat meist einen unregelmäßigen Querschnitt (spannrückig). Häufig ist der Stamm krumm.
Die Äste sind bei jungen Bäumen senkrecht orientiert und biegen im Alter in die Horizontale um. Die Kronen sind dicht und setzen sich aus weit ausladenden Ästen der unteren Bereiche und senkrecht orientierten Ästen der oberen Bereiche zusammen. Freistehende Bäume bilden mächtige, breit-ovale Kronen.
Die Rinde junger Zweige ist glänzend braun (bis grünlich-braun) und schwach behaart; später wird sie bräunlich-grau und kahl. Sie besitzt zahlreiche weiße, elliptische Lentizellen. Die Borke ist grau, dünn und glatt. Sie kann bei alten Bäumen in Längsrichtung aufreißen. Auch innerhalb der Borke bilden sich etwa 0,12 Millimeter breite Jahresringe.
Die Winterknospen sind bei einer Länge von 5 bis 8 Millimetern spindelförmig. Die Seitenknospen liegen einander abwechselnd gegenüber und dem Zweig eng an, wobei deren Knospenspitzen dem Zweig oft zugekehrt sind. Die Knospenschuppen sind braun bis rot-braun und am Rand bewimpert. Die Blütenknospen sind etwas größer und weniger spitz als die vegetativen Knospen.
Die wechselständig an den Zweigen angeordneten Laubblätter sind in Blattstiel und -spreite gegliedert. Die einfache, dunkelgrüne Blattspreite ist bei einer Länge von 4 bis 10 Zentimetern sowie bei einer Breite von 2 bis 5 Zentimetern eiförmig mit zugespitztem oberen Ende, die Basis ist spitz bis gerundet, auch gestutzt, manchmal schief oder herzförmig. Der Blattrand ist doppelt gesägt. Es gibt 10 bis 15 parallel stehende, ausgeprägte Blattadern-Paare, die Blätter wirken dadurch wie gefaltet. Die Blattunterseite ist anfangs behaart (zumindest in den Winkeln der Blattadern), später jedoch kahl. Die Herbstfärbung ist leuchtend gelb, die Blätter bleiben teilweise in verwelkten Zustand bis zum Frühjahr an den Zweigen (Marzeszenz).

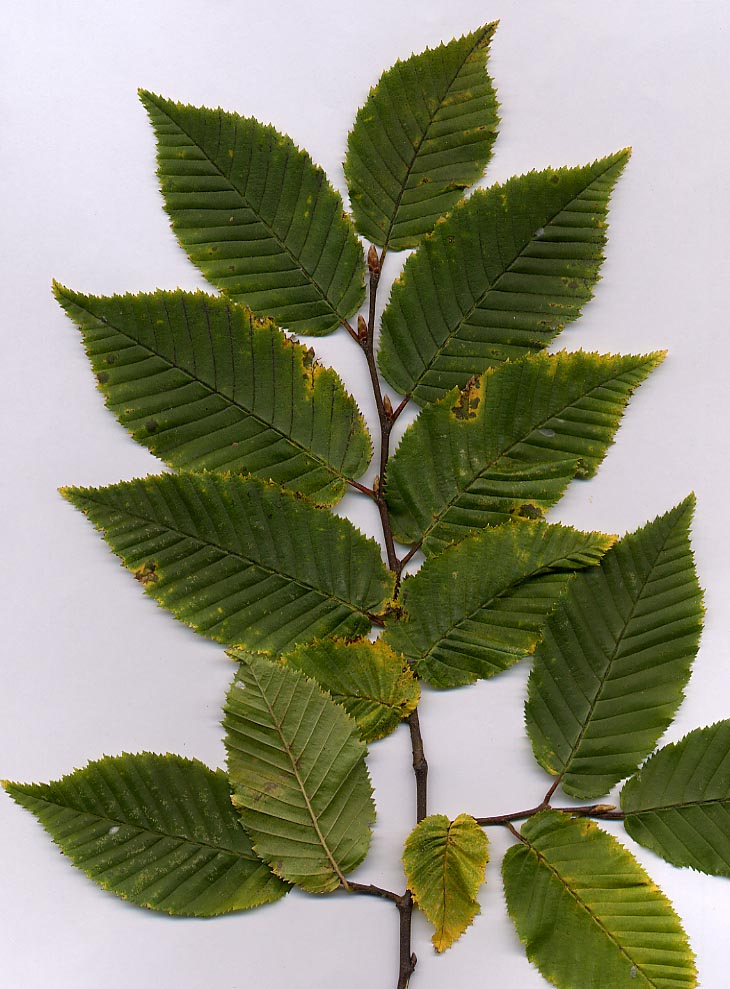
Wechselständige Anordnung der Blätter
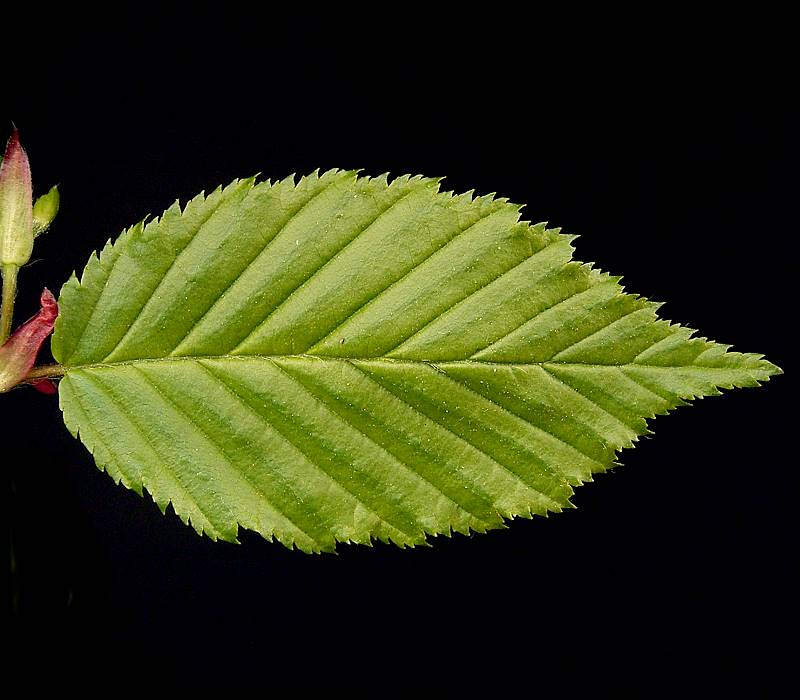
Doppelt gesägtes Blatt
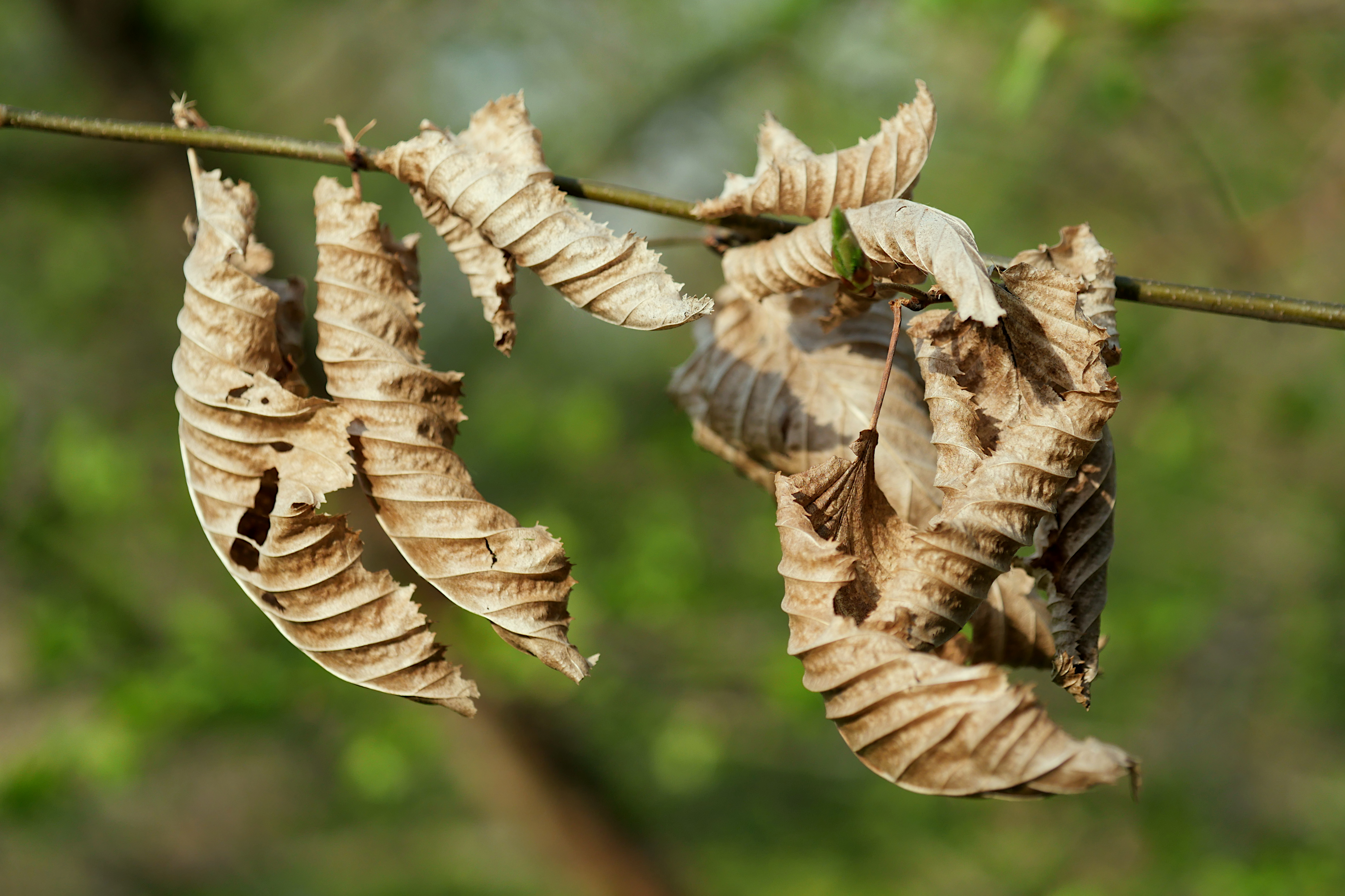
Marzeszente Blätter im Frühling, dazwischen ist eine frisch austreibende Blattknospe sichtbar
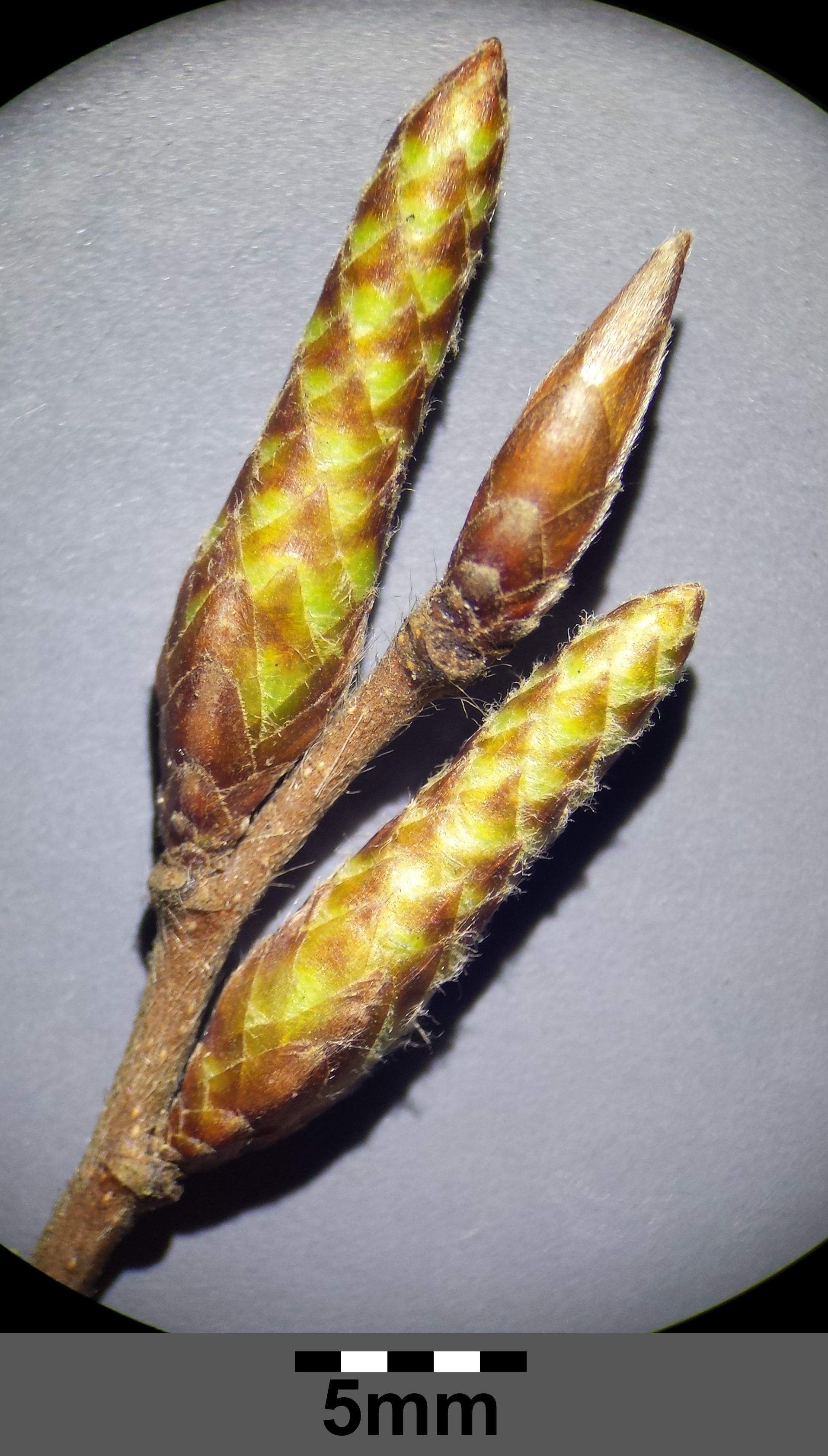
Endknospe und zwei Blütenknospen
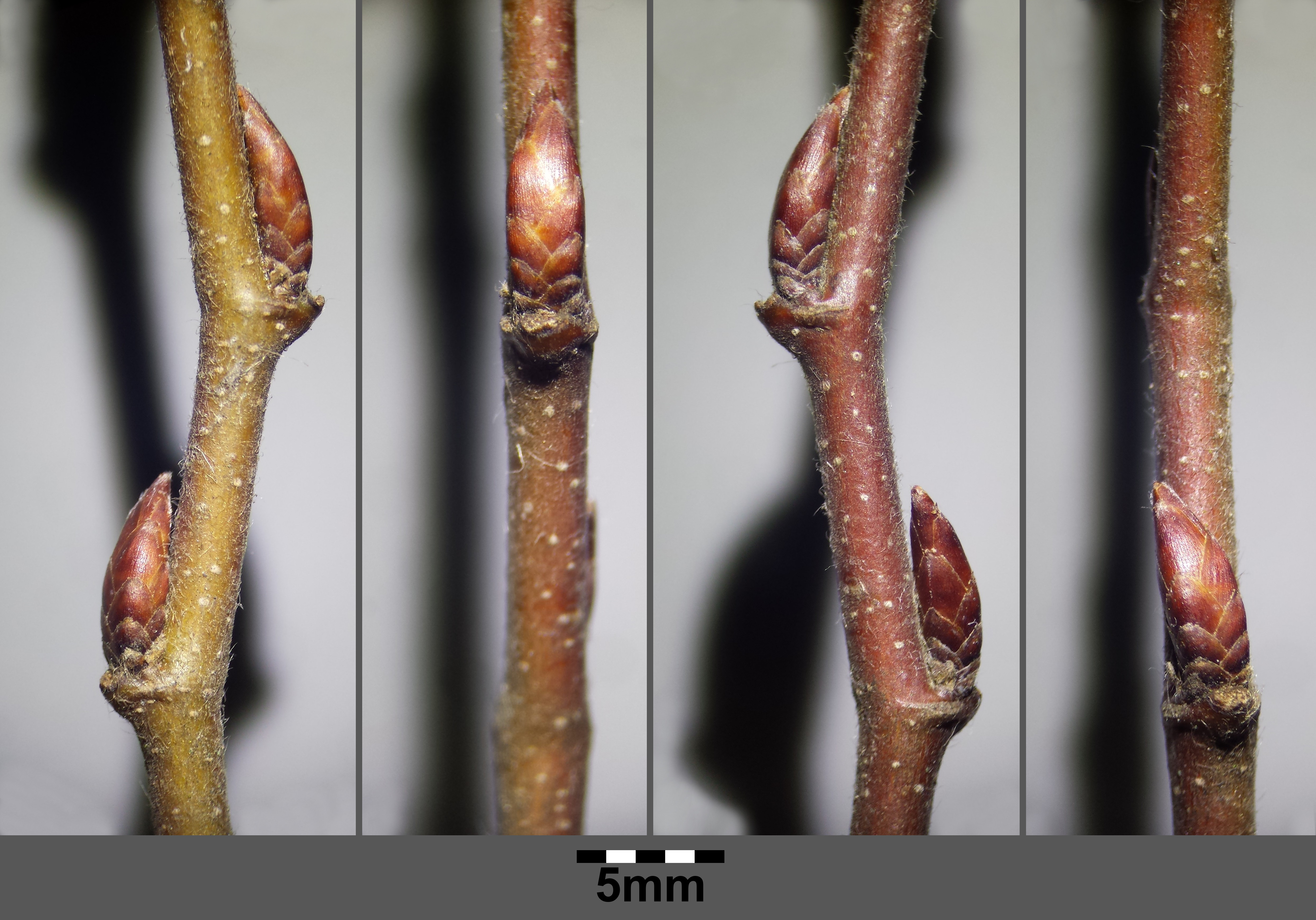
Seitenknospen

### Generative Merkmale
Die Blütezeit reicht von April bis Mai. Hainbuchen sind einhäusig getrenntgeschlechtig (monözisch), d. h., sie besitzen männliche und weibliche Blüten, die auf einem Individuum vorkommen. Die Blütenstände sind Kätzchen. Blüten werden an den jungen Trieben angelegt, überwintern als Knospe. Den Blüten fehlen die Kronblätter.
Die männlichen Blüten stehen einzeln in den vielblütigen, achselständigen, sitzenden, hängenden Kätzchen und erscheinen kurz vor dem Blattaustrieb. Die Kätzchen sind bei einer Länge von 4 bis 6 Zentimeter zylindrisch und gelb-grün. Eine männliche Blüte besteht aus vier bis zwölf anfangs hell-grünen, später bräunlichen, geteilten Staubblättern mit einem haarspitzigen Staubbeutel pro Ast. Eine Blütenhülle fehlt. Jede Blüte steht in der Achsel eines hell-grünen, bräunlichspitzigen, breit-eiförmigen, spitzigen, bewimperten Tragblattes, Vorblätter fehlen.
Die weiblichen, behaarten Blüten stehen nebenständig, zu zweit in der Achsel eines eiförmigen, bewimperten, bespitzten, abfallenden Tragblattes und sie haben jeweils zwei Vorblätter und ein Tragblatt (Vorblatt der fehlenden Blüte des Dichasiums), diese sind anfangs fein behaart. Zusammen bilden sich vielblütige, gestielte, erst aufrechte, dann hängende, anfangs grüne, später hell-braune, 2 bis 4 Zentimeter lange Kätzchen, diese stehen endständig. Sie erscheinen erst mit dem Blattaustrieb. Zur Reifezeit (August/September) sind die Fruchtstände bis 17 Zentimeter lang.
Der oberständige, zweifächrige Fruchtknoten besitzt zwei fädliche, rote, vorstehende Narben. Die Samenanlagen besitzen zwei Integumente, der Embryosack entwickelt sich nach dem Polygonum-Typ. Die Befruchtung verläuft chalazogam, die Entwicklung des Endosperms nukleär.
Die Frucht ist eine kleine, anfangs gelblich-grüne, später bräunliche, längsrippige, abgeflachte, breit-eiförmige, einsamige, harte, 6 bis 9 Millimeter lange und 5 bis 6 Millimeter breite Nuss, welche vom beständigen Perianth und Narbenresten gekrönt ist. Die Schale besitzt ein papieriges Tegmen (Innenseite der Samenschale oder Testa). Die Tausendkornmasse beträgt 3 bis 10 Gramm.
Die Nuss ist in der Achsel in die dreilappig, spießförmig und flügelartig verwachsenen Vorblätter eingehüllt (Flügelfrucht). Dieses flügelartige Blatt ist 3 bis 5 Zentimeter lang und zunächst grün, später zur Fruchtreife vertrocknet es, wird papierartig und hell-braun.

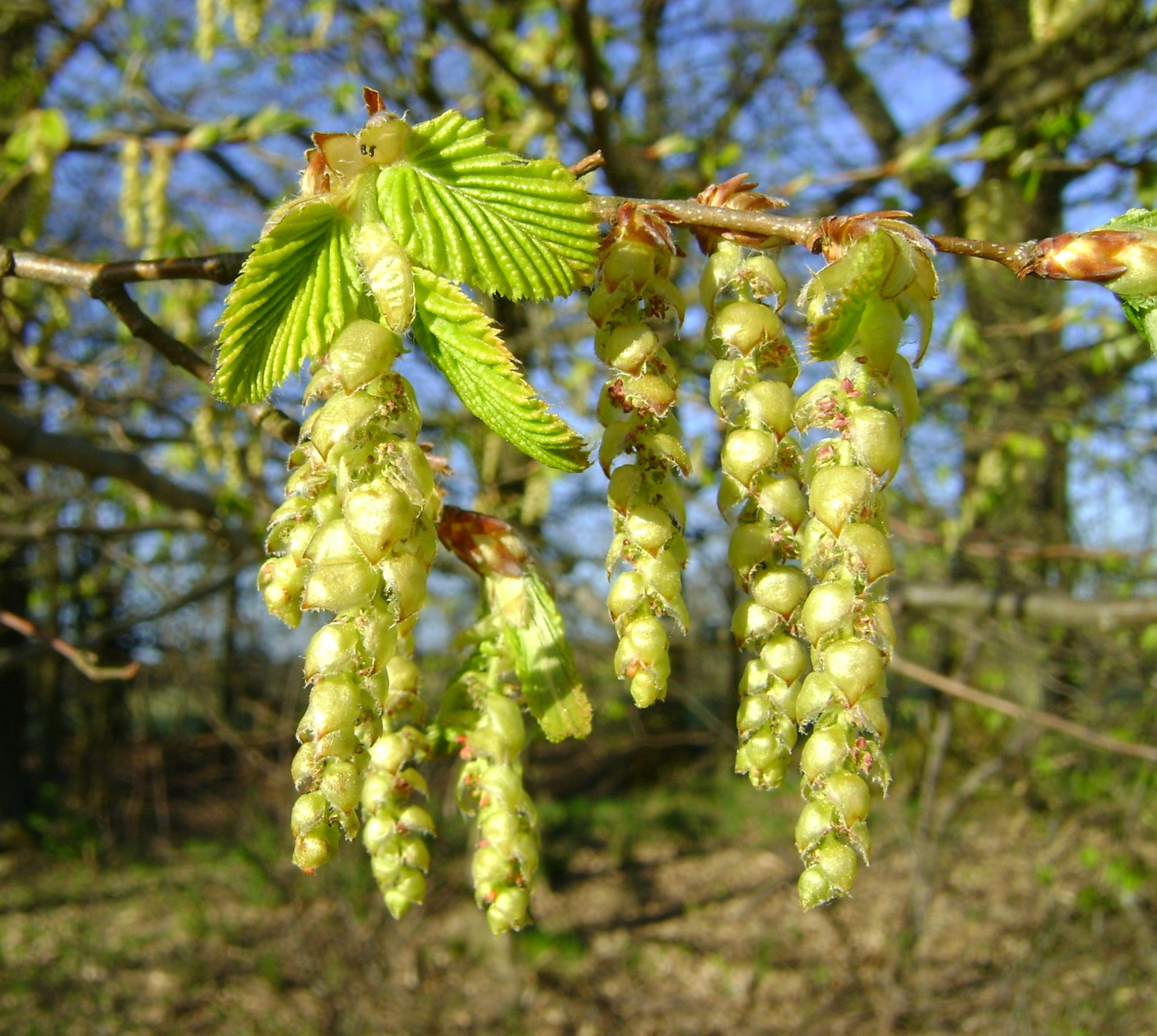
Blüten
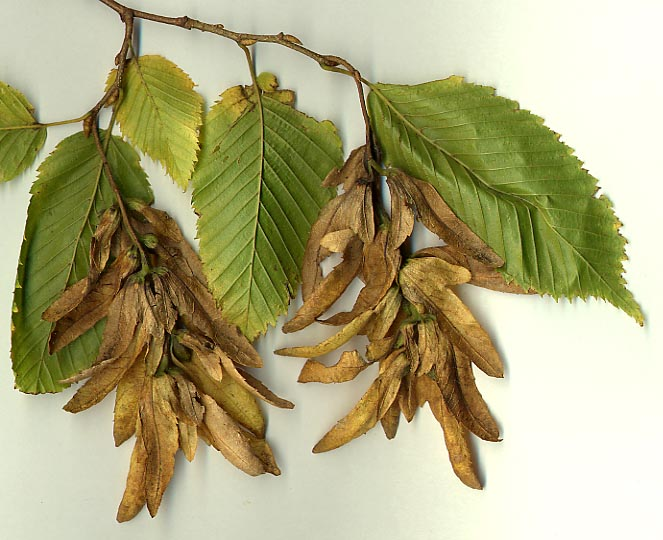
Fruchtstände
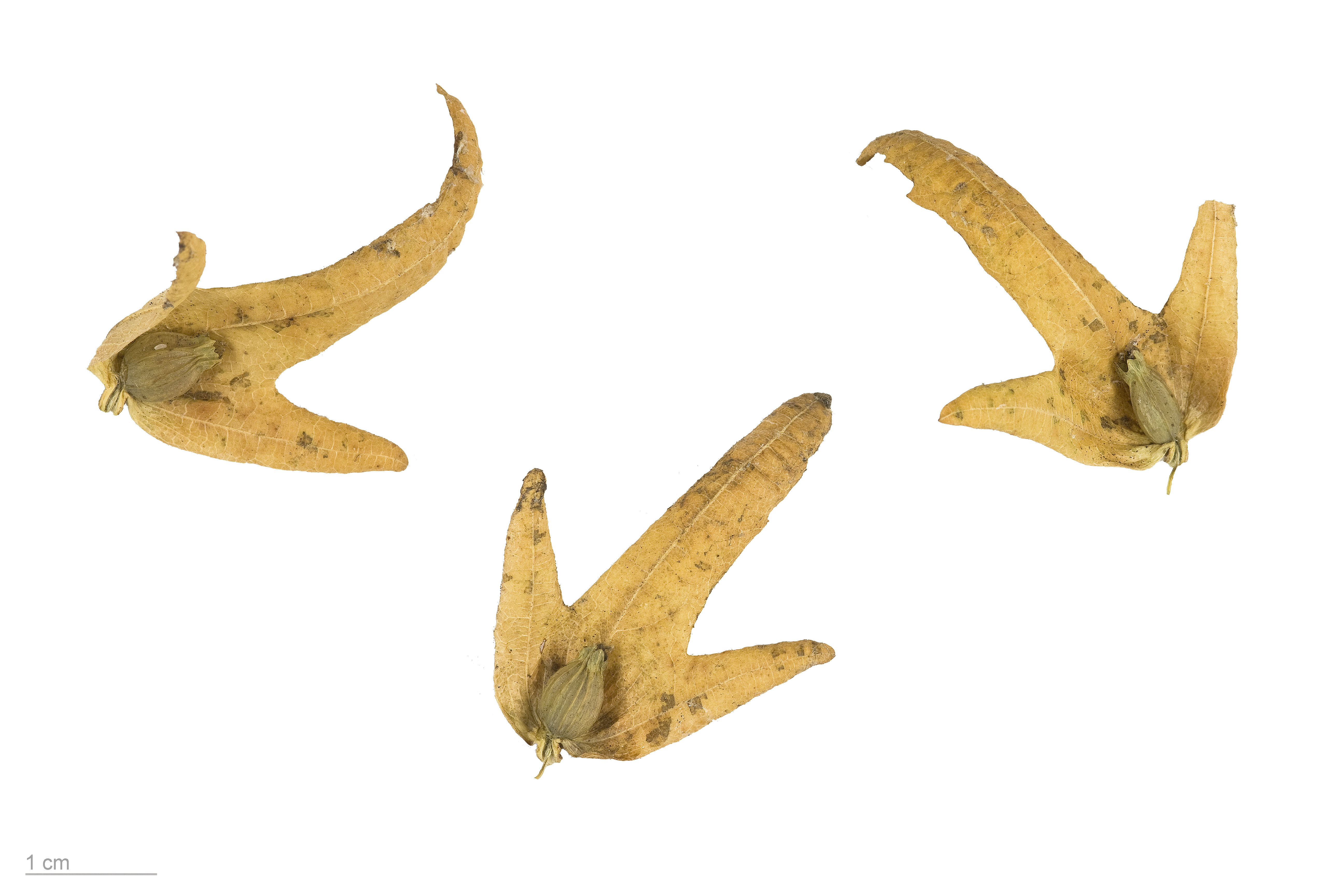
Einzelne Früchte
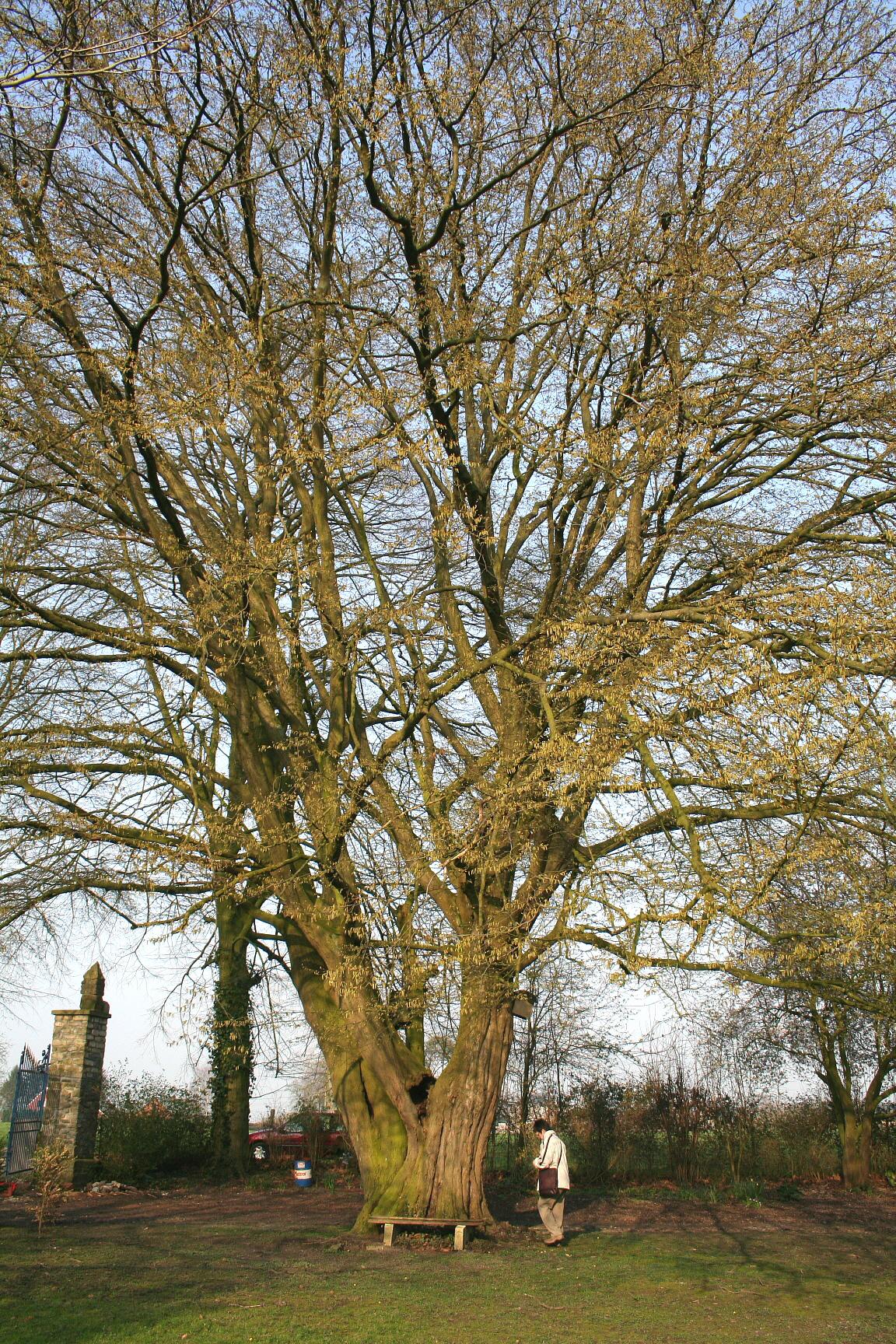
Freistehende Hainbuche im Winter
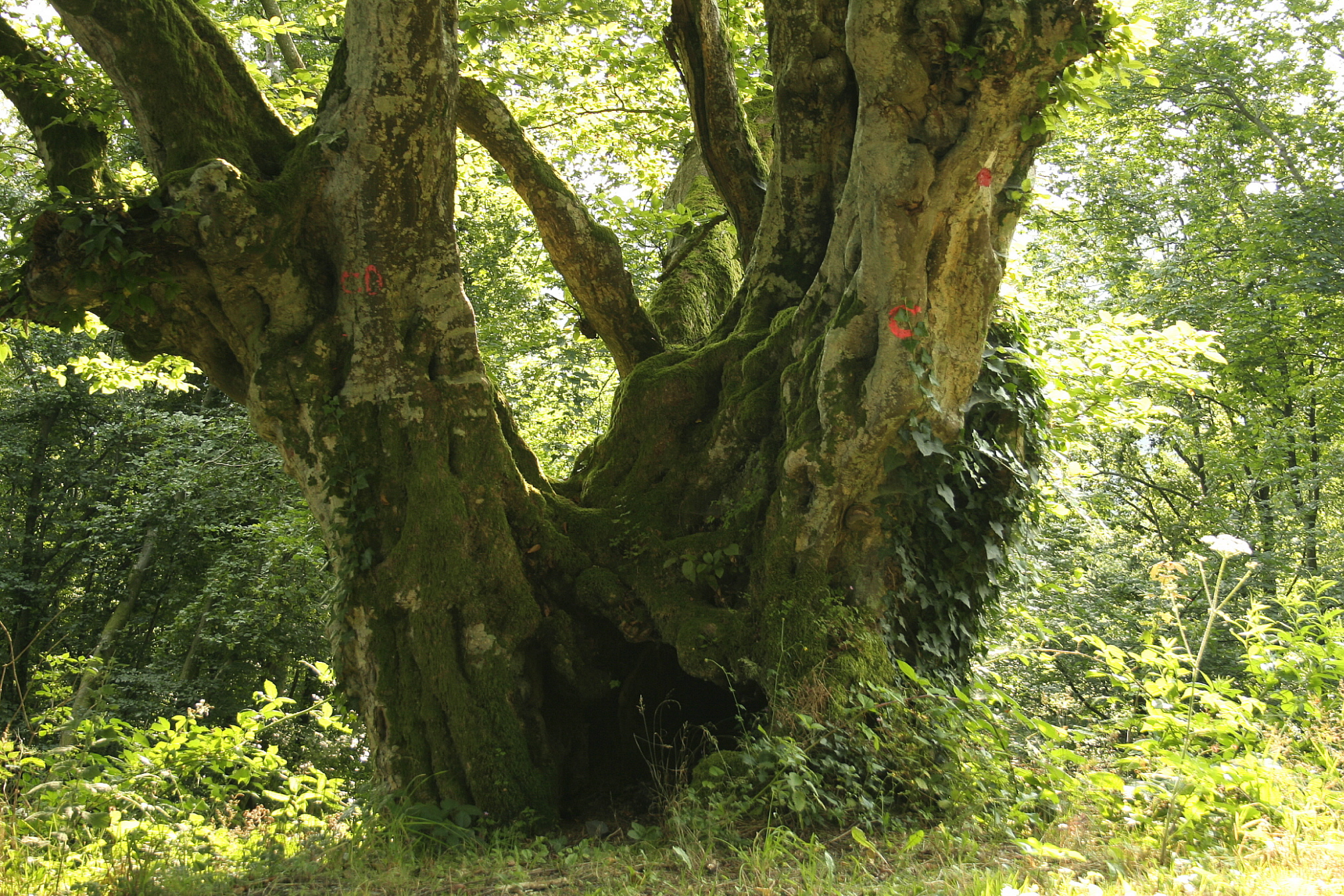
Bemerkenswertes Exemplar im Sommer
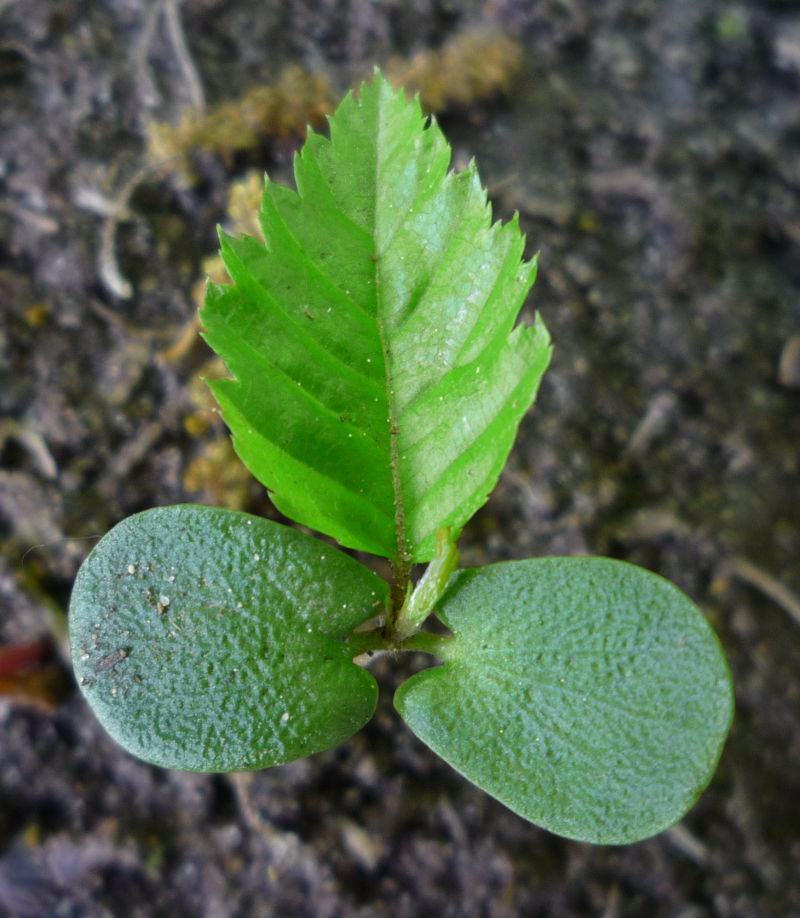
Keimling mit den beiden typischen linsenförmigen Keimblättern

### Chromosomenzahl
Die Chromosomenzahl beträgt 2n = 64.

### Wurzeln und Mykorrhizen
Die Hainbuche bildet in tiefgründigen Böden tiefreichende Herzwurzeln aus. In feuchten Böden konzentrieren sich die Wurzeln in den obersten 35 Zentimetern, weshalb die Bäume solcher Standorte anfällig gegen Windwurf sind.
Die Hainbuche geht mehrere Formen von Ektomykorrhiza-Symbiosen ein, bevorzugt aber keinen spezifischen Partner. Als Symbionten sind rund 25 Arten von Ständerpilzen bekannt, aber nur wenige Schlauchpilze und Deuteromyceten.

### Holz und Rinde
| Technische Holzdaten | Technische Holzdaten |
| -------------------- | -------------------- |
| Rohdichte (r11)      | 0,69–0,95 g cm−3     |
| Druckfestigkeit      | 64,7 MPa             |
| Zugfestigkeit        | 104,9 MPa            |
| Biegefestigkeit      | 105,0 MPa            |
| Scherfestigkeit      | 8,33 MPa             |

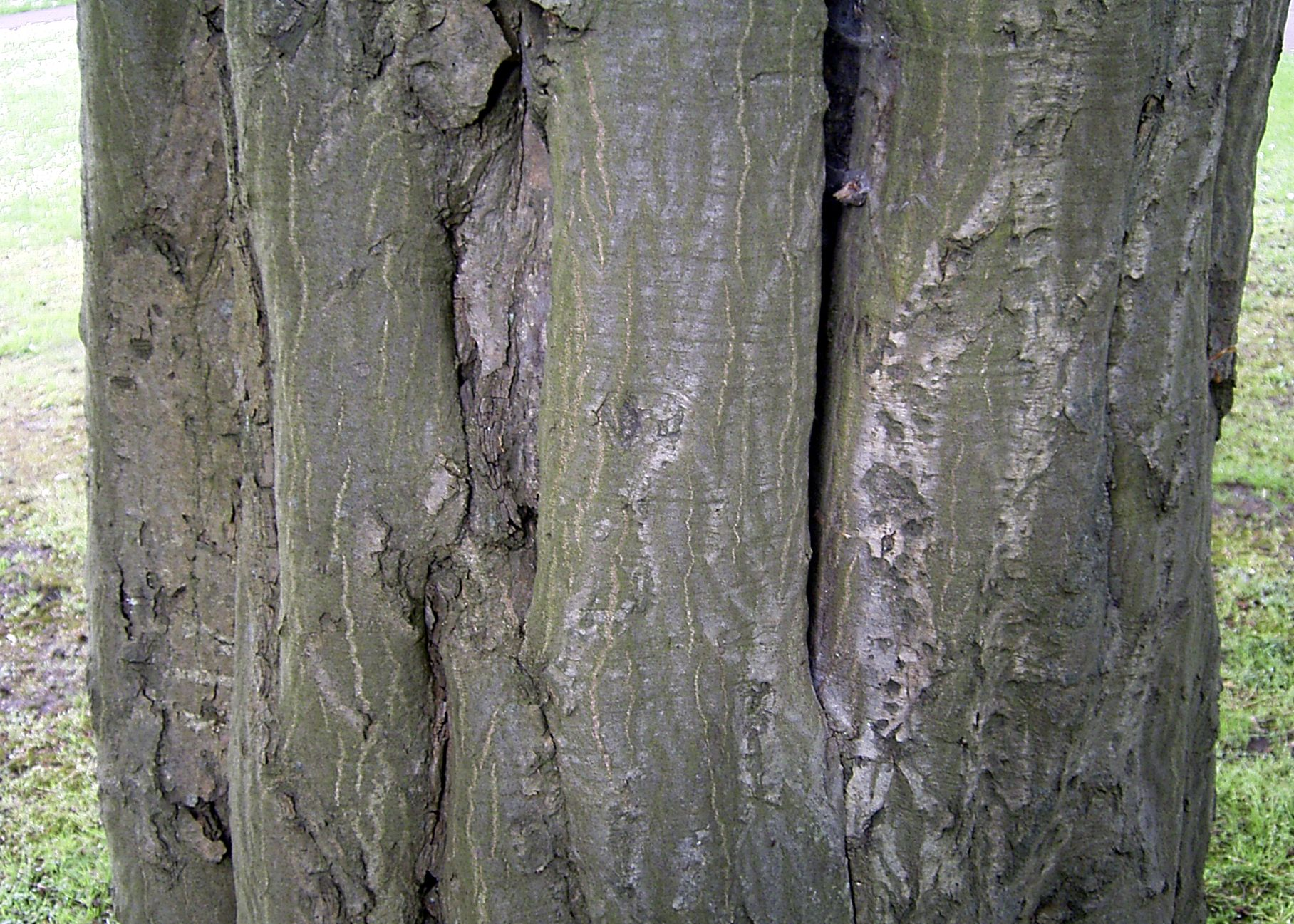
Borke eines alten Baumes

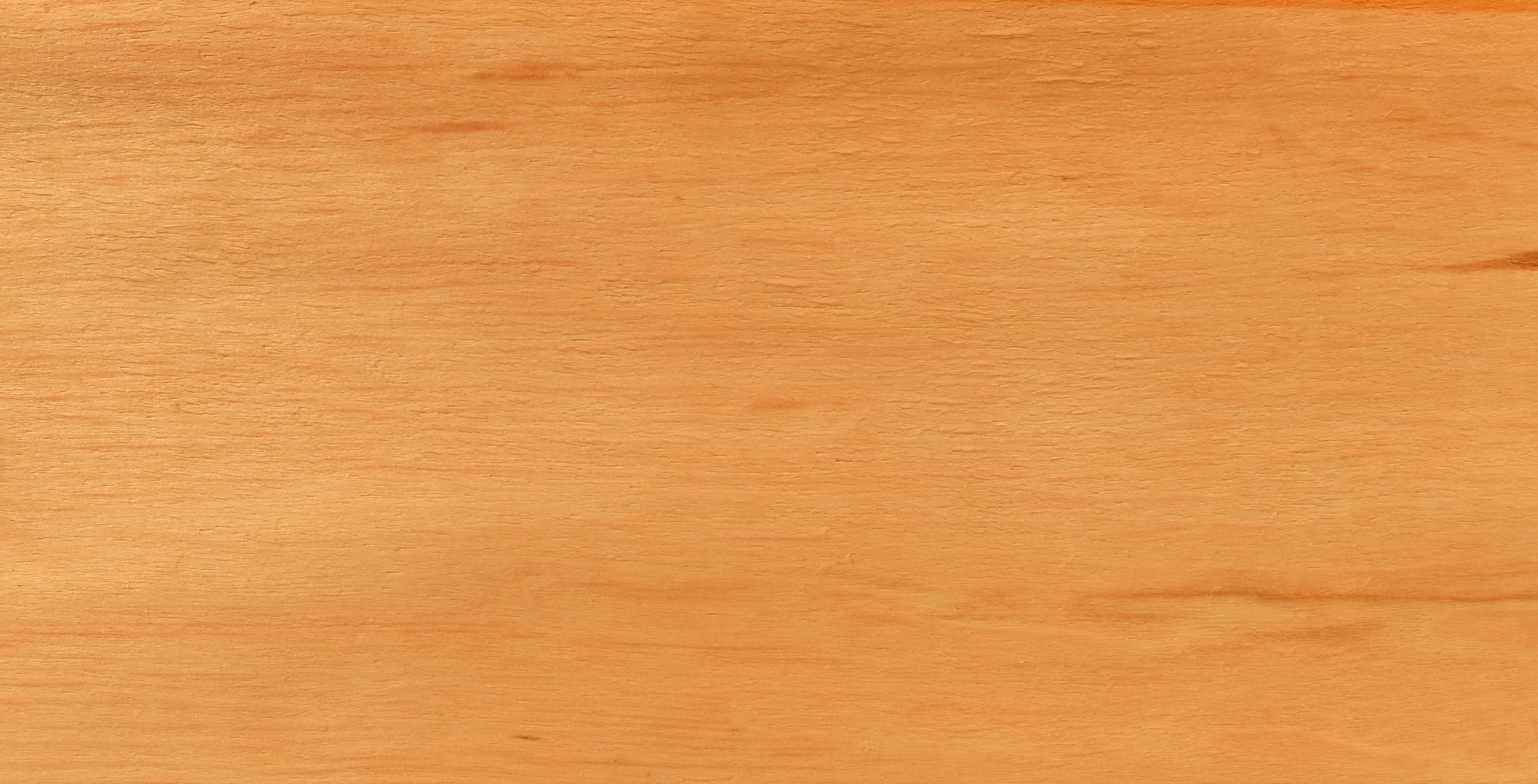
Holz

Das Holz der Hainbuche ist weiß bis gräulich-weiß, was ihr den Namen Weißbuche im Gegensatz zum rötlichen Holz der Rotbuche einbrachte. Es gibt keine Farbunterschiede zwischen Splint- und Kernholz. Das Holz ist gleichmäßig aufgebaut, Jahresringe sind nur schwer erkennbar. Das Holz der Hainbuche ist sehr hart und schwer, es ist härter als das der Buche und der Eiche (Härte nach Brinell 36). Diese Eigenschaft hat der Hainbuche – wie einigen anderen Baumarten – den Namen Eisenbaum eingebracht. Die Rohdichte beträgt im Mittel 0,82 g/cm³. Das Holz hat im Mittel folgende Zusammensetzung: 18 bis 28 % Lignin, 43 bis 49 % Zellulose, 19 bis 27 % Pentosane. 

## Ökologie
Die Bestäubung erfolgt durch den Wind. Die flügelartig verwachsenen Vorblätter dienen als Flügel bei der Windausbreitung und anfangs der Versorgung der sich entwickelnden Frucht mit Assimilaten. Die Früchte lösen sich erst während der Wintermonate ab und beschreiben dabei eine schraubenförmige Flugbahn (Schraubenflieger; Pterometeorochorie).

## Vorkommen
Die Gattung Carpinus ist fossil aus dem Tertiär bekannt. Die Hainbuche selber lässt sich erst in Sedimenten aus dem Quartär nachweisen. Die eiszeitlichen Refugien der Hainbuche lagen in Südeuropa und im Kaukasus. Ab ca. 7000 v. Chr. wanderte sie nach Mitteleuropa ein. 5000 bis 4000 v. Chr. war sie weit verbreitet. Etwa 2000 v. Chr. hatte sie ihre heutige Ausdehnung erreicht.

### Areal

Verbreitung der Hainbuche
Natürliche Verbreitung× Isolierte Populationen
▲ Eingeführte und verwilderte Vorkommen (synanthropisch)

Das Areal der Hainbuche umschließt Mitteleuropa, Nordanatolien, den Kaukasus und das Elbursgebirge. Die Nordgrenze in Europa verläuft von Südwestengland über Nordbelgien nach Norddänemark, wo die Hainbuche bei 57° 30' nördlicher Breite ihren nördlichsten Punkt erreicht. Weiter führt die Grenze über Südschweden durch Lettland, Litauen, Belarus und durch die Ukraine, wo sie den Dnepr nur geringfügig in östlicher Richtung überschreitet. In den Steppenregionen, die nordwestlich ans Schwarze Meer angrenzen, also in der Südukraine und in der Dobrudscha, fehlt die Hainbuche ebenso wie auf der Krim. Sie kommt im gesamten Kaukasus und in Küstennähe des Kaspischen Meeres auch im Elbursgebirge vor. Südlich der Pyrenäen, auf Korsika, Sardinien und Sizilien kommt die Hainbuche nicht vor, wohl aber auf der Apennin- und der Balkanhalbinsel. Auch in Anatolien kommt sie nur in einem schmalen Streifen entlang der Küste des Schwarzen Meeres vor.
Nahe ihrer Nordgrenze wächst die Hainbuche in Meereshöhe, in den Gebirgen steigt sie in folgende Höhenlagen:
- Mitteleuropa: 700 bis 1000 m
- Seealpen: 1300 m
- Kaukasus: 2000 m
- Elburs-Gebirge: 2300 m

### Standorte
Die Hainbuche ist im subozeanischen Klima verbreitet. Sie verträgt warme Sommer, an ihrer östlichen und nördlichen Verbreitungsgrenze erträgt sie Temperaturen bis −30 °C.
Im Süden des Areals wächst sie bevorzugt in feuchten, schattigen Tallagen bzw. in regenreichen Gebieten wie Nordanatolien, Kolchis und an den Nordhängen von Kaukasus und Elburs. Im Norden des Areals ist die Hainbuche relativ wärmebedürftig und meidet exponierte Lagen.
Optimale Wuchsleistungen erbringt die Hainbuche auf nährstoffreichen, mesotrophen bis eutrophen Böden, die frisch bis periodisch nass sind.
In Mitteleuropa wächst sie meist auf Braunerde und Pseudogley, die aus diluvialen Ton- bzw. Ton-Sand-Ablagerungen hervorgegangen sind. In Südeuropa und in den Gebirgen wächst sie auf Rendzinen, in Südost-Europa auf Lößböden.
Nach Ellenberg hat die Hainbuche folgende Zeigerwerte: Halbschatten bis Schattenpflanze, Mäßigwärme- bis Wärmezeiger, subozeanisch, mit Schwergewicht in Mitteleuropa, nach Osten ausgreifend. Bezüglich Feuchte, Reaktionszahl und Stickstoff ist die Art indifferent.
Die ökologischen Zeigerwerte nach Landolt et al. 2010 sind in der Schweiz: Feuchtezahl F = 3w (mäßig feucht aber mäßig wechselnd), Lichtzahl L = 2 (schattig), Reaktionszahl R = 3 (schwach sauer bis neutral), Temperaturzahl T = 4 (kollin), Nährstoffzahl N = 3 (mäßig nährstoffarm bis mäßig nährstoffreich), Kontinentalitätszahl K = 3 (subozeanisch bis subkontinental).
Die Hainbuche ist die Charakterart des Verbands der Eichen-Hainbuchen-Wälder (Carpinion betuli), kommt aber auch in Gebüschen der Ordnung Prunetalia vor.
Aufgrund ihrer sehr hohen Trockenheitstoleranz, die auch auf das kräftige und tiefreichende Wurzelsystem zurückzuführen ist, gilt die Hainbuche als sturmfest und eignet sich auch für ungünstige, temporär schlecht mit Wasser versorgte Standorte auch im städtischen Bereich. Sie kommt damit vor dem Hintergrund des Klimawandels als Baum in Betracht, der künftig eine höhere Bedeutung erlangen kann.

## Systematik
Innerhalb der Gattung Carpinus gehört die Hainbuche zur Sektion Carpinus. Schon 1753 wurde sie von Carl von Linné unter dem heute noch gültigen Namen Carpinus betulus beschrieben.
Es können mehrere Varietäten unterschieden werden, die vor allem im Gartenbau Verwendung finden:
- Carpinus betulus var. angustifolia (Medwed.) O. Radde mit länglichen Blättern und konischen, stark gerippten Früchten, aus der Ukraine.
- Carpinus betulus var. carpinizza (Host) Neilr. (Syn.: Carpinus betulus subsp. carpinizza (Kil.) O.Schwarz) mit kleinen, am Grunde herzförmigen Blättern mit sieben bis neun Adernpaaren, aus Rumänien.
- Carpinus betulus var. parva O.Radde mit kleinen, stark behaarten Blättern und aufgetriebenen Früchten, aus der Ukraine.

Es sind auch mehrere Zierformen entstanden:
- 'Columnaris' – anfangs mit säulenförmiger Krone, später eiförmig bis fast rund, dicht verzweigt, langsamwüchsig.
- 'Fastigiata' – raschwüchsig, mit regelmäßiger Krone, anfangs säulenförmig, im Alter breit eiförmig.
- 'Fastigiata Monument' – kompakt und säulenförmig wachsend, sehr langsamwüchsig.
- 'Frans Fontaine' – säulen- bis eiförmige Krone, langsam wachsend und im Alter schmal bleibend.
- 'Incisa' – mit schmalen, tief gelappten Blättern.
- 'Quercifolia' – mit schmalen, rund gelappten Blättern.
- 'Variegata' – mit gelb gefleckten Blättern.

## Krankheiten und Fraßfeinde
Es sind mehr als 200 Pilzarten bekannt, die die Hainbuche befallen können, darunter etliche Mehltau- und Rostpilze. So
wird die Hainbuche vom Rostpilz Melampsoridium carpini mit Uredien und Telien befallen. Die Echten Mehltaue Phyllactinia guttata, Erysiphe arcuata und Erysiphe carpinicola besiedeln die Blätter. Taphrina carpini erzeugt große Hexenbesen an Hainbuchen. Von den holzzerstörenden Pilzen sind besonders die Weißfäule-Erreger wichtig, unter denen es jedoch keine Hainbuchen-spezifischen Arten gibt.
Unter den über 70 Insekten- und Milbenarten, die die Hainbuche befallen, sind nur wenige auf die Hainbuche spezialisiert, zum Beispiel die Schildlaus Parthenolecanium rufulum Cockerell und der Borkenkäfer Scolytus carpini Ratz.
Junge Pflanzen können durch Rothirsch und Reh verbissen werden, Sämlinge und Früchte werden von verschiedenen Nagetieren gefressen.

## Nutzung

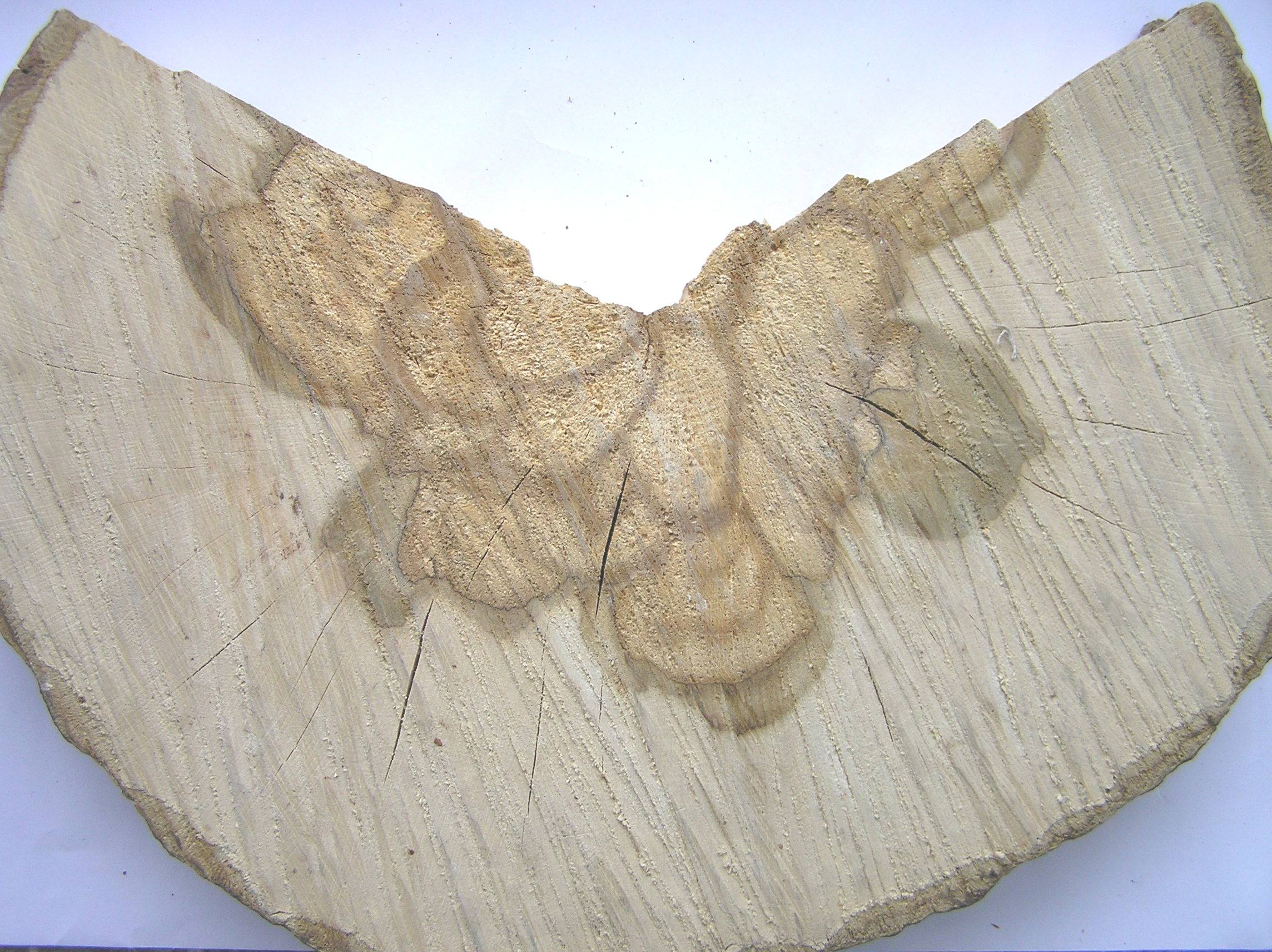
Holzquerschnitt mit Falschkern

Die wirtschaftliche Bedeutung der Hainbuche ist heute eher gering. 

### Hartes Werkzeug
Das Holz wird wegen seiner Dichte und Härte zur Herstellung von Parkett und bestimmten Werkzeugen, zum Beispiel Hobelsohlen, für Messergriffe, Werkzeughefte und Hackblöcke verwendet. Im Klavierbau verwendet man das Holz z. B. für die Hammerstiele und Hebeglieder. Die früheren Einsatzbereiche waren weit umfangreicher: Webstühle, Zahnräder, Zollstöcke, Schuhleisten, Stellmacherei, landwirtschaftliche Geräte und vieles mehr.

### Hoher Brennwert
Die Hainbuche liefert hervorragendes Brennholz, darin lag früher ihre Hauptnutzung. In den der Brennholzgewinnung dienenden Niederwäldern Mitteleuropas wurde die Hainbuche indirekt stark gefördert, da sie durch ihr hohes Stockausschlagvermögen gegenüber der Rotbuche einen starken Konkurrenzvorteil hat.
Frisch geschlagenes Hainbuchenholz ist gut spaltbar, getrocknetes außerordentlich schwer.
Das Holz hat einen sehr hohen Brennwert von etwa 2.300 kWh/RM und damit sogar gut 10 Prozent mehr als Rotbuchenholz (2.100 kWh/RM).

### Undurchdringliche Hecke
Im Mitteleuropa der römischen Zeit bis in den Dreißigjährigen Krieg, ist bekannt, dass Wehrhecken (Landwehren) zu einem großen Teil aus Hainbuchen angepflanzt wurden. Die Hagebüsche wurden mit Äxten angehauen und umgeknickt. So wuchsen sie – zusammen mit Brombeeren, Heckenrosen und anderen Dornensträuchern – zu undurchdringlichen Gebilden, die Knickicht, Wehrholz, Landheeg oder Gebück genannt wurden. Im 11. Jahrhundert etwa legte Kurmainz das Rheingauer Gebück an, eine Landwehr, die den ganzen Rheingau zwischen Nieder-Walluf und Lorchhausen gegen den Taunus hin abgrenzte. Die Landwehr war 50 bis 100 Schritt breit und nur an wenigen Stellen mit Durchlässen versehen. Für die Instandhaltung sorgte ein eigenes Haingericht. Viele Ortsnamen mit den Endungen -hagen und -hain weisen auf solche Landwehren hin. In Gärten werden Hainbuchen wegen ihres guten Ausschlagvermögens und ihrer dichten Belaubung gern als geschnittene Hecke gepflanzt. Auch als Alleebäume werden sie verwendet, hierfür gibt es schmalkronige Sorten.

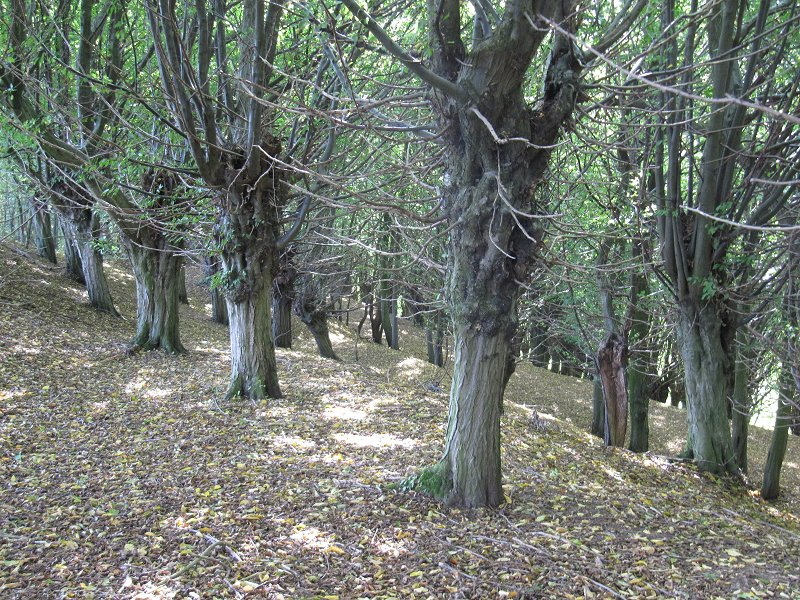
Bestand mit ehemals geschneitelten Hainbuchen

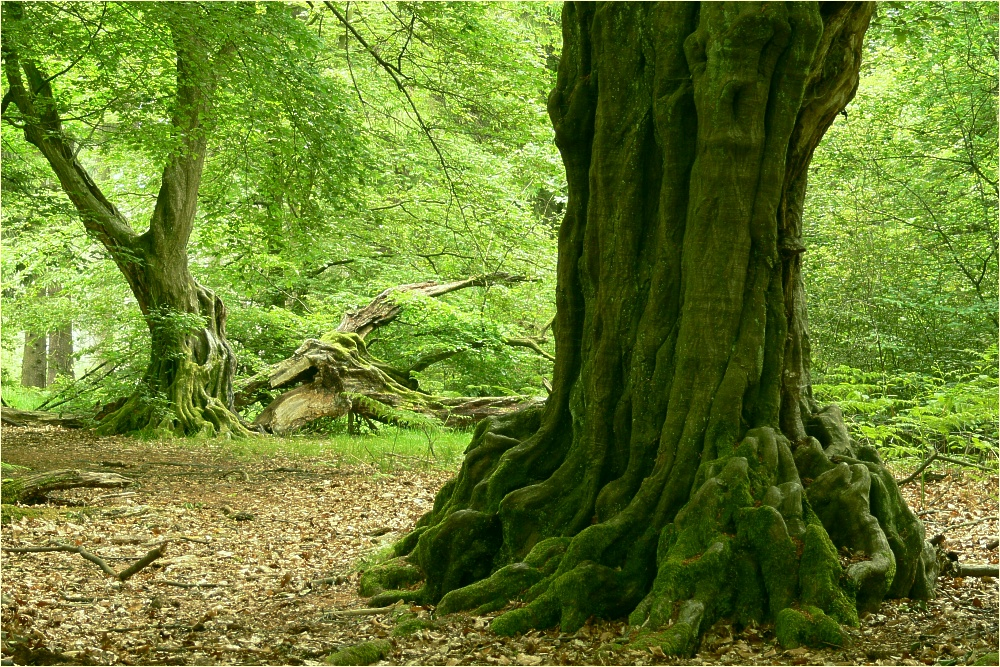
Ca. 200 Jahre alte Schneitelbuchen im Urwald Sababurg

### Futter und Heilpflanze
Hainbuchen wurden früher oft regelmäßig geschneitelt, um Futter für das Vieh zu gewinnen. Es entstanden dadurch bizarre, knorrige und oft hohle Baumgestalten, die man in manchen Wäldern heute noch vorfindet.
Als Heilpflanze wird die Hainbuche in der traditionellen Medizin nach Hildegard von Bingen gegen weiße Hautflecken (Vitiligo) eingesetzt. Hierbei werden die erwärmten Hainbuchenspäne auf die betroffenen Hautstellen gedrückt. In der Bach-Blütentherapie wird sie als Hornbeam, englische Bezeichnung für die Hainbuche, gegen Übermüdung und Erschöpfung eingesetzt.
Die Hainbuche war Baum des Jahres im Jahr 2007 in Österreich. und 1996 in Deutschland.

## Weitere Trivialnamen
Für die Hainbuche bestehen bzw. bestanden daneben auch weitere regionale Trivialnamen: Haanböke (Unterweser, Holstein), Haböke (Holstein), Häneböke (Göttingen), Hagabuache (St. Gallen), Hagbeik (Pommern), Hagböhk (Mecklenburg), Hageböke (Holstein), Hainbuche (Österreich, Ostpreußen), Haineböcke (Göttingen), Hambuche (Elsass, Schlesien), Haonbôk oder Heimbök (Altmark), Hoanbuchen (Salzburg), Hohnbach oder Hombeach (Siebenbürgen), Hornbuche (Schlesien), Hoster (Mecklenburg), Rauchbuche (im Sinne von „raublättrige“; Hohenlohe), Steinbuche (Bayern um Eichstätt, Kärnten laut Frisch), Steinriglholz (im Sinne von „Felshügelholz“, rigl = „ragend“; Wien), Weißbuche (Österreich, Schlesien), Welgebaum, Wieglbaum oder Wielholzbaum (ohne Ort), Wittboike (Altmark, Göttingen, Weser).
Im Althochdeutschen hieß sie Hageboche, Hagenbocha, Hagenbucha, Hagenpuocha, Hagenpuoche, Haginbuocha oder Heginbouch, im Mittelhochdeutschen Hagbuche, Hagbuoch, Hagebouche, Hagebuche, Hagebuocha, Hagenbucha, Hagenbuocha, Hagenbutzbaum, Hagenpuch, Hainbuache, Hanbuoche oder Leimpaum. Hildegard von Bingen verwendet in ihren Subtilitatum diversarum creaturarum libri 9 (um 1160) den Namen Hainbucha. Später finden sich in der medizinischen und botanischen Literatur:
- Hanbuchen (Hieronymus Bock, Kreuterbuch, Straßburg 1580),
- Bucheschern (Adam Lonitzer, Kreuterbuch, Frankfurt am Main 1587),
- Spindelbaum (Jacobus Tabernaemontanus, Neu Kreuterbuch, Frankfurt am Main 1588),
- Buchäsche (Johann Leonhard Frisch, Teutsch-lateinisches Wörterbuch, Berlin 1741),
- Hornbaum (Otto von Münchhausen, Verzeichniss aller Bäume und Stauden in Deutschland, in: Hausvater, Hannover 1770) sowie
- Jochbaum (Johann Matthäus Bechstein, Forstbotanik, Erfurt 1810).

Der Botaniker und Arzt Johann Gottlieb Gleditsch des 18. Jahrhunderts verwendet in seinen zahlreichen Schriften die Namen Flegelholz, Hartbaum, Hartholz, Hanbuche, Hekebuche, Rollholz, Tragebuche, Zaunbuche und Zwergbuche.